# Vũ Nhự
Vũ Nhự (1840-1886) là người phường Kim Cổ, tổng Thuận Mỹ. huyện Thọ Xương, phủ Hoài Đức, tỉnh Hà Nội (nay thuộc quận Hoàn Kiếm, thành phố Hà Nội). Ông đỗ Cử nhân năm Tân Dậu 1861, đời vua Tự Đức, sau đỗ Hoàng giáp vào 7 năm sau. Ông giữ các chức quan Tri phủ Từ Sơn, Đốc học Hà Nội, hàm Quang lộc Tự khanh sung làm ở Nội các, Tuần phủ Hà Nội, Tổng đốc, Hàn lâm viện Trực học sĩ, Toản tu Quốc sử quán, Tham tri Lễ bộ.